# Пиньейруш (Табуасу)
Пиньейруш (порт. Pinheiros) — район (фрегезия) в Португалии, входит в округ Визеу. Является составной частью муниципалитета Табуасу. По старому административному делению входил в провинцию Траз-уж-Монтиш и Алту-Дору. Входит в экономико-статистический субрегион Доуру, который входит в Северный регион. Население составляет 199 человек на 2001 год. Занимает площадь 8,21 км².